# Michael Axworthy
Michael George Andrew Axworthy FRSA, FRAS (Woking, 26 de setembro de 1962 — Roma, 16 de março de 2019) foi um acadêmico, autor e comentarista britânico. Ele foi o chefe da seção do Irã no Ministério das Relações Exteriores, Commonwealth e Desenvolvimento entre 1998 e 2000.

## Vida pessoal e familiar
Michael Axworthy nasceu em Woking em 26 de setembro de 1962. Ele passou a infância em West Kirby, Radyr, Ilkley e Chester, onde frequentou a The King's School.
Axworthy visitou o Irã com frequência durante as férias na adolescência porque seu pai, Ifor estava envolvido em um projeto no Midland Bank. Ele se lembrou de deixar a capital, Teerã, por volta de setembro de 1978, logo após as primeiras grandes manifestações contra o xá do Irã, que seria deposto, Mohammad Reza Pahlavi, ocorrido na cidade.
Enquanto estudava história em Peterhouse, Cambridge, na década de 1980, Axworthy foi grandemente influenciado por historiadores e outros acadêmicos com interesse na história de idéias, como Tim Blanning, Maurice Cowling e Martin Golding. Ele se formou em 1985 e recebeu um mestrado em 2002.
Ele morava com sua esposa, Sally (née Hinds), com quem se casou em 1996, em Morwenstow, na Cornualha. Ele morreu de câncer em sua casa em Roma em 16 de março de 2019 e deixou seu filho e três filhas.

## Carreira
Incapacidade de obter uma bolsa para estudar para um Ph.D. levou Axworthy a se candidatar a um emprego no Foreign and Commonwealth Office (FCO), um departamento do governo do Reino Unido, onde ele pensou que seria capaz de satisfazer seu desejo de um trabalho desafiador que envolvia morar no exterior. Ele permaneceu no FCO até 2005 e foi seu chefe da seção do Irã em Teerã entre 1998 e 2000, depois de ter trabalhado na Alemanha e Malta. Axworthy se despediu do FCO em 2000 e em 2005 renunciou ao cargo. Mais tarde, ele disse:
Eu pensei que o FCO seria desafiador e gostei da ideia de morar no exterior. Eu estava certo sobre isso— mas o FCO também me ensinou a escrever, o que foi um bônus. Mas, em última análise, eu queria escrever livros e nunca me senti totalmente à vontade em uma organização hierárquica grande.
Axworthy tornou-se pesquisador do Centro de Estudos Islâmicos e do Oriente Médio da Universidade de Durham, em dezembro de 2001. Desde 2005, ele lecionou História do Oriente Médio na Universidade de Exeter. Ele foi nomeado diretor do recém-criado Centro de Estudos Persa e Iraniano da universidade em 2008 e desde 2012, quando recebeu um Ph.D. foi professor no Instituto de Estudos Árabes e Islâmicos da universidade. Ele reconheceu a ironia de que a burocracia que ele tentou escapar deixando o FCO havia ressurgido em sua vida acadêmica. Ele era um crítico do sistema de ensino superior do Reino Unido, liderado por objetivos - "Todo mundo é hiperincentivado a buscar solicitações de bolsas de pesquisa e assim por diante, quando todos sabem, incluindo o Tesouro e os conselhos de pesquisa, que presumivelmente 90% desse esforço é completamente desperdiçado. "- mas aceitou que provavelmente não há solução perfeita.
Axworthy foi recusado a entrar no Irã em seus últimos anos, durante a presidência de Mahmoud Ahmadinejad. Ele não tinha certeza das razões para isso, tendo sido informado de várias formas que era por causa de questões gerais de relacionamento envolvendo o Irã e o Reino Unido e que isso se devia ao conteúdo de seus próprios escritos. Em uma ocasião, em 2008, ele e sua família tiveram seu visto recusado no momento em que sua esposa deveria assumir o cargo de vice-chefe de missão do FCO em Teerã; em outro, em 2012, ele acabou recebendo um visto, mas foi devolvido à fronteira.

## Escritos, transmissões e consultoria
Em 2006, Axworthy participou do The Doha Debates, argumentando com sucesso contra a moção de que "Esta Câmara acredita que o Irã representa a maior ameaça à segurança na região". Seu primeiro livro, The Sword of Persia: Nader Shah, de Tribal Warrior to Conquering Tyrant, foi publicado no mesmo ano e seu segundo, Empire of the Mind: A History of Iran, foi publicado no ano seguinte.
O ano de 2013 viu a publicação do livro de Axworthy, intitulado Iran: A History of the Islamic Republic, que foi descrito por James Buchan como um "retrato calmo e literário". Uma crítica de Ervand Abrahamian levantou várias críticas, incluindo a assinatura de Axworthy ao que ele, abrahamiano, acredita ser um "mito real", e que o livro lida melhor com eventos contemporâneos do que com a história. No entanto, Abrahamian diz "Se você lesse apenas um livro no atual Irã, não poderia fazer melhor que isso".
Axworthy escreveu artigos para revistas acadêmicas e para publicações como The Guardian, Prospect e The Independent, e apareceu em programas de transmissão como Start the Week, Sky News, Today e A History of the World in 100 Objects, bem como na equipe de Peterhouse na série de Natal de 2018 do University Challenge. Ele também foi editor.
Outro trabalho realizado pela Axworthy incluiu consultoria para organizações como o Credit Suisse e o Citibank. Ele também trabalhou com os governos da Holanda, Noruega, Reino Unido e Estados Unidos, bem como a OTAN, para os quais deu instruções e outros trabalhos de palestrante.

## Reconhecimento
Axworthy foi membro da Royal Asiatic Society (2007) e da Royal Society of Arts. Ele foi eleito para o conselho do Instituto Britânico de Estudos Persas em 2017.

## Livros
- The Sword of Persia: Nader Shah, from Tribal Warrior to Conquering Tyrant. I. B. Tauris. [S.l.: s.n.] 2006
- Empire of the Mind: A History of Iran. Hurst Books. [S.l.: s.n.] 2007 , republicado como um livro de bolso: Iran: Empire of the Mind: A History from Zoroaster to the Present Day. Penguin. [S.l.: s.n.] 2008. ISBN 0-14-103629-X[13]
- Revolutionary Iran: A History of the Islamic Republic. Oxford University Press. [S.l.: s.n.] 2013. ISBN 978-0-19932-226-8
- Iran: What everyone needs of know. [S.l.: s.n.] 2017
- Crisis, Collapse, Militarism and Civil War: The History and Historiography of 18th-century Iran. [S.l.: s.n.] 2018 (editor)